# Tour Brandenburg
Tour Brandenburg ist die Bezeichnung für einen Radwanderweg im Land Brandenburg, der am 7. Juli 2007 in Brandenburg an der Havel offiziell eröffnet wurde. Teilnehmer der Eröffnung waren unter anderem der brandenburgische Wirtschaftsminister Ulrich Junghanns und der Staatssekretär im Bundesministerium für Verkehr, Bau und Stadtentwicklung Ulrich Kasparick. Es handelt sich dabei um einen Rundkurs, der überwiegend in der Nähe der Außengrenzen des Bundeslandes, teilweise auch in Sachsen und Sachsen-Anhalt verläuft. Mit einer Streckenlänge von über 1000 Kilometern ist er der längste Radfernweg in Deutschland.

## Verlauf
Der Radfernweg berührt mehrere touristisch interessante Regionen des Landes. Er berührt alle brandenburgischen Radfernwege bzw. nutzt teilweise deren Trassen. Auf Teilstücken wurden neue Wege angelegt. Die Städte und wichtigsten Regionen entlang der Tour Brandenburg sind im Uhrzeigersinn, beginnend in der Stadt Brandenburg an der Havel:
Brandenburg an der Havel–Havelsee–Premnitz–Rathenow–Rhinow–Havelberg (Sachsen-Anhalt)–Wittenberge–Prignitz–Lenzen (Elbe)–Perleberg−Pritzwalk–Wittstock/Dosse–Flecken Zechlin–Rheinsberg–Fürstenberg/Havel–Lychen–Templin–Uckermark–Joachimsthal–Oderberg–Bad Freienwalde (Oder)–Wriezen–Strausberg–Fürstenwalde/Spree–Beeskow–Peitz–Cottbus–Spremberg–Senftenberg–Schwarzheide–Lauchhammer–Elsterwerda–Bad Liebenwerda–Wahrenbrück–Uebigau–Herzberg (Elster)–Schönewalde–Fläming–Luckenwalde–Jüterbog–Treuenbrietzen–Bad Belzig–Brück–Brandenburg an der Havel.

## Streckenlänge
Die Tourismus-Marketing Brandenburg GmbH (TMB), Träger des Ausbaus des Radfernwegs, gibt die Länge der Tour Brandenburg mit 1111 km an. Der von der TMB empfohlene Radführer des Esterbauer-Verlages nennt dagegen eine Länge von 1065 km.

## Filme
- Rad auf Achse – Unterwegs auf dem längsten Radweg Deutschlands, Mehrteilige Dokumentation und Reportage, rbb, 2020